# Festivalul Internațional de Film Fantastic de la Avoriaz din 1985
Festivalul Internațional de Film Fantastic de la Avoriaz din 1985 (în franceză Festival international du film fantastique d'Avoriaz 1985) a fost a 13-a ediție a Festivalului Internațional de Film Fantastic de la Avoriaz. A avut loc în Alpii francezi (în stațiunea Avoriaz) în ianuarie 1985.
Filmul Terminatorul regizat de James Cameron a primit Marele premiu (Grand prix) al festivalului.

## Juriu
- Robert De Niro (președinte)
- Valerio Adami
- Guy Béart
- Franco Brusati
- Nicole Garcia
- Benoîte Groult
- Masaki Kobayashi
- Gabrielle Lazure
- Claude Pinoteau
- Michael Radford
- Jacques Rosny
- Christopher Walken
- Georges Wilson
- Claude Zidi

## Selecție

### În competiție
- CHUD de Douglas Cheek ( Statele Unite ale Americii)
- The Cold Room de James Dearden ( Regatul Unit)
- La Compagnie des loups (The Company of Wolves) de Neil Jordan ( Regatul Unit)
- Dreamscape de Joseph Ruben ( Statele Unite ale Americii)
- La Belle et l'Ordinateur (Electric Dreams) de Steve Barron ( Statele Unite ale Americii /  Regatul Unit)
- Element of Crime (Forbrydelsens Element) de Lars von Trier ( Danemarca)
- Les Griffes de la nuit (Coșmar pe Strada Ulmilor) de Wes Craven ( Statele Unite ale Americii)
- Les Démons du maïs (Horror Kid sau Children of the Corn)de Fritz Kiersch ( Statele Unite ale Americii)
- Legend of the Eight Samouraï (Satomi Hakken-Den) de Kinji Fukasaku ( Japonia)
- Morgengrauen de Peter Samann ( Austria)
- Philadelphia Experiment (The Philadelphia Experiment) de Stewart Raffill ( Statele Unite ale Americii)
- Razorback de Russell Mulcahy ( Australia)
- Starfighter (The Last Starfighter) de Nick Castle ( Statele Unite ale Americii)
- Terminatorul (The Terminator) de James Cameron ( Regatul Unit /  Statele Unite ale Americii)

### În afara competiției
- Orgie sanglante (Blood Feast) de Herschell Gordon Lewis ( Statele Unite ale Americii)
- Body Double de Brian De Palma ( Statele Unite ale Americii)
- 2000 Maniaques (2000 Maniacs) de Herschell Gordon Lewis ( Statele Unite ale Americii)
- L'Illusionniste (De illusionist) de Jos Stelling ( Țările de Jos)
- Impulse de Graham Baker ( Statele Unite ale Americii)
- La Mort en prime (Repo Man) de Alex Cox ( Statele Unite ale Americii)
- Terreur dans la salle (Terror in the Aisles) de Andrew J. Kuehn ( Statele Unite ale Americii)
- Toxic (The Toxic Avenger) de Michael Herz și Lloyd Kaufman ( Statele Unite ale Americii)

## Premii
- Marele premiu (Grand prix): Terminatorul de James Cameron
- Premiul special al juriului (Prix spécial du jury): The Cold Room de James Dearden și La Compagnie des loups de Neil Jordan
- Mențiune specială: Heather Langenkamp pentru rolul din Les Griffes de la nuit
- Premiul criticii (Prix de la critique): Les Griffes de la nuit de Wes Craven
- Antenne d'or : La Belle et l'Ordinateur de Steve Barron
- Premiul publicului (Prix du public): La Belle et l'Ordinateur de Steve Barron
- Premiul pentru cel mai bun scurtmetraj: La Nuit de Santa Klaus de Vincent de Brus